# 米哈爾金斯科耶湖
57°04′58″N 29°36′36″E / 57.08278°N 29.61000°E
米哈爾金斯科耶湖（俄语：Михалкинское озеро），是俄羅斯的湖泊，位於該國西北部，由普斯科夫州負責管轄，處於新勒熱夫區，面積1平方公里，集水區面積16.9平方公里，平均水深1米，最大水深5米。